# 강석진 (정치인)
강석진(姜錫振, 1959년 12월 7일~)은 대한민국의 정치인이다. 제37·38대 경상남도 거창군수(2004. 10.~2010. 12.), 제20대 국회의원(2016. 5.~2020. 5.)을 지냈다.

## 학력
- 1972년 가조국민학교 졸업
- 1975년 거창중학교 졸업
- 1978년 영남고등학교 졸업
- 1985년 연세대학교 정치외교학 학사
- 1992년 연세대학교 행정대학원 행정학 석사

## 경력
- 삼성전자 데이터시스템 근무
- 대통령직인수위원회 정무담당관
- 신한국당 사무총장 보좌관
- 여의도연구원 기획부장
- 한나라당 기획조정국 부국장
- 국회 정책연구위원
- 한나라당 건설교통전문위원회 위원
- 한나라당 총재보좌관
- 한나라당 부대변인
- 한나라당 제2사무부총장
- 한나라당 건설교통위원회 정책자문위원
- 연세대학교 총동문회 상임이사
- 2004년 10월 31일: 2004년 하반기 재보궐선거 당선(민선 3기, 경상남도 거창군수, 한나라당, 초선)
- 2006년 5월 31일: 제4회 전국동시지방선거 당선(민선 4기, 경상남도 거창군수, 한나라당, 재선)
- 2004. 10.~2007. 12. 제37·38대 경상남도 거창군수(민선 3·4기, 한나라당→무소속, 재선)[1]
- 2008~2010 대통령실 정무2비서관실 선임행정관
- 2013~2014 새누리당 최경환 원내대표 비서실장
- 2014 기술신용보증기금 상임이사
- 2015. 7. 기술신용보증기금 전무이사
- 2016. 4. 13. 대한민국 제20대 국회의원 선거 당선(경남 산청군·함양군·거창군·합천군, 새누리당, 초선)[2]
- 2016. 5.~2020. 5. 제20대 국회의원(경남 산청군·함양군·거창군·합천군, 새누리당→자유한국당→미래통합당, 초선)
  - 2016. 6.~2017. 5. 제20대 국회 전반기 운영위원회 위원
  - 2016. 6.~2018. 5. 제20대 국회 전반기 보건복지위원회 위원
  - 2016. 6.~2017. 5. 제20대 국회 전반기 예산결산특별위원회 위원
  - 2018. 7.~2020. 5. 제20대 국회 후반기 농림축산식품해양수산위원회 위원
- 2016. 5.~2017. 5. 새누리당→자유한국당 원내부대표
- 2016. 5.~2017. 2. 새누리당 경상남도당 산청군·함양군·거창군·합천군 당원협의회 위원장
- 2017. 2.~2018. 2. 자유한국당 경상남도당 산청군·함양군·거창군·합천군 당원협의회 위원장
- 2018. 3.~2018. 5. 제7회 전국동시지방선거 자유한국당 경상남도당 공천관리간사
- 2018. 10.~2019. 9. 자유한국당 경상남도당 원내수석부위원장
- 2018. 12.~2020. 2. 자유한국당 경상남도당 산청군·함양군·거창군·합천군 당원협의회 위원장
- 2018. 12.~2019. 12. 자유한국당 원내부대표
- 2019. 1.~2019. 2. 자유한국당 2.27 전대 선관위 준비위원
- 2019. 3. 자유한국당 미세먼지특별위원회 위원
- 2019. 9.~2020. 2. 자유한국당 경상남도당 위원장
- 2019. 9. 자유한국당 아프리카 돼지열병 대책 마련을 위한 태스크포스 위원
- 2020. 2.~2020. 9. 미래통합당 경상남도당 산청군·함양군·거창군·합천군 당원협의회 위원장
- 2020. 2.~2020. 7. 미래통합당 경상남도당 위원장
- 2020. 2. 미래통합당 우한 폐렴 대책 태스크포스 위원
- 2020. 9.~2021. 6. 국민의힘 경상남도당 산청군·함양군·거창군·합천군 당원협의회 위원장
- 2023. 5.~2023. 12. 국민의힘 김기현 당대표 특별보좌역
- 2023. 9.~ 제19대 중소벤처기업진흥공단 이사장

## 가족
- 배우자: 신효정
- 자녀: 1남 1녀

## 역대 선거 결과
|  | 46.4% |

|  | 70.32% |

|  | 28.23% |

|  | 28.69% |

|  | 62.67% |

|  | 36.47% |

## 같이 보기
- 산청군·함양군·거창군·합천군
- 산청군의 국회의원
- 함양군의 국회의원
- 거창군의 국회의원
- 합천군의 국회의원
- 거창군수